# سانت أجنيلو
سانت أجنيلو، (بالإنجليزية: Sant'Agnello)‏، هي (بلدية) في مدينة نابولي متروبوليتان في إقليم كامبانيا الإيطالي، وتقع على بعد حوالي 25 كم جنوب شرق نابولي.

## السكان
في سنة 1861 بلغ عدد السكان 5٬093 نسمة، وتطور العدد ليصل في سنة 2011 لـ 9٬029 نسمة.
يظهر هذا المخطط البياني تطور النمو السكاني لـ سانت أجنيلو